# Albumy numer jeden w roku 2024 (USA)
Notowanie Billboard 200 przedstawia najlepiej sprzedające się albumy w Stanach Zjednoczonych. Publikowane jest ono przez tygodnik „Billboard”, a dane kompletowane są przez Nielsen SoundScan w oparciu o cotygodniowe wyniki sprzedaży cyfrowej oraz fizycznej albumów.

## Historia notowania
| Data publikacji | Album                                   | Artysta                    | Źródło |
| --------------- | --------------------------------------- | -------------------------- | ------ |
| 6 stycznia      | 1989 (Taylor’s Version)                 | Taylor Swift               | [ 1 ]  |
| 13 stycznia     | 1989 (Taylor’s Version)                 | Taylor Swift               | [ 2 ]  |
| 20 stycznia     | One Thing at a Time                     | Morgan Wallen              | [ 3 ]  |
| 27 stycznia     | American Dream                          | 21 Savage                  | [ 4 ]  |
| 3 lutego        | American Dream                          | 21 Savage                  | [ 5 ]  |
| 10 lutego       | One Thing at a Time                     | Morgan Wallen              | [ 6 ]  |
| 17 lutego       | 35 Biggest Hits                         | Toby Keith                 | [ 7 ]  |
| 24 lutego       | Vultures 1                              | Kanye West i Ty Dolla Sign | [ 8 ]  |
| 2 marca         | Vultures 1                              | Kanye West i Ty Dolla Sign | [ 9 ]  |
| 9 marca         | With You-th                             | Twice                      | [ 10 ] |
| 16 marca        | One Thing at a Time                     | Morgan Wallen              | [ 11 ] |
| 23 marca        | Eternal Sunshine                        | Ariana Grande              | [ 12 ] |
| 30 marca        | Eternal Sunshine                        | Ariana Grande              | [ 13 ] |
| 6 kwietnia      | We Don’t Trust You                      | Future i Metro Boomin      | [ 14 ] |
| 13 kwietnia     | Cowboy Carter                           | Beyoncé                    | [ 15 ] |
| 20 kwietnia     | Cowboy Carter                           | Beyoncé                    | [ 16 ] |
| 27 kwietnia     | We Still Don’t Trust You                | Future i Metro Boomin      | [ 17 ] |
| 4 maja          | The Tortured Poets Department           | Taylor Swift               | [ 18 ] |
| 11 maja         | The Tortured Poets Department           | Taylor Swift               | [ 19 ] |
| 18 maja         | The Tortured Poets Department           | Taylor Swift               | [ 20 ] |
| 25 maja         | The Tortured Poets Department           | Taylor Swift               | [ 21 ] |
| 1 czerwca       | The Tortured Poets Department           | Taylor Swift               | [ 22 ] |
| 8 czerwca       | The Tortured Poets Department           | Taylor Swift               | [ 23 ] |
| 15 czerwca      | The Tortured Poets Department           | Taylor Swift               | [ 24 ] |
| 22 czerwca      | The Tortured Poets Department           | Taylor Swift               | [ 25 ] |
| 29 czerwca      | The Tortured Poets Department           | Taylor Swift               | [ 26 ] |
| 6 lipca         | The Tortured Poets Department           | Taylor Swift               | [ 27 ] |
| 13 lipca        | The Tortured Poets Department           | Taylor Swift               | [ 28 ] |
| 20 lipca        | The Tortured Poets Department           | Taylor Swift               | [ 29 ] |
| 27 lipca        | The Death of Slim Shady (Coup de Grâce) | Eminem                     | [ 30 ] |
| 3 sierpnia      | Ate                                     | Stray Kids                 | [ 31 ] |
| 10 sierpnia     | The Tortured Poets Department           | Taylor Swift               | [ 32 ] |
| 17 sierpnia     | The Tortured Poets Department           | Taylor Swift               | [ 33 ] |
| 24 sierpnia     | The Tortured Poets Department           | Taylor Swift               | [ 34 ] |
| 31 sierpnia     | F-1 Trillion                            | Post Malone                | [ 35 ] |
| 7 września      | Short n’ Sweet                          | Sabrina Carpenter          | [ 36 ] |
| 14 września     | Short n’ Sweet                          | Sabrina Carpenter          | [ 37 ] |
| 21 września     | Short n’ Sweet                          | Sabrina Carpenter          | [ 38 ] |
| 28 września     | Days Before Rodeo                       | Travis Scott               | [ 39 ] |
| 5 października  | Mixtape Pluto                           | Future                     | [ 40 ] |
| 12 października | Short n’ Sweet                          | Sabrina Carpenter          | [ 41 ] |
| 19 października | Moon Music                              | Coldplay                   | [ 42 ] |
| 26 października | Beautifully Broken                      | Jelly Roll                 | [ 43 ] |
| 2 listopada     | Lyfestyle                               | Yeat                       | [ 44 ] |
| 9 listopada     | Chromakopia                             | Tyler, the Creator         | [ 45 ] |
| 16 listopada    | Chromakopia                             | Tyler, the Creator         | [ 46 ] |
| 23 listopada    | Chromakopia                             | Tyler, the Creator         | [ 47 ] |
| 30 listopada    | Golden Hour: Part.2                     | Ateez                      | [ 48 ] |
| 7 grudnia       | GNX                                     | Kendrick Lamar             | [ 49 ] |
| 14 grudnia      | The Tortured Poets Department           | Taylor Swift               | [ 50 ] |
| 21 grudnia      | The Tortured Poets Department           | Taylor Swift               | [ 51 ] |
| 28 grudnia      | Hop                                     | Stray Kids                 | [ 52 ] |